# Primera División de Inglaterra
La Primera División de Inglaterra hace referencia a la máxima categoría del fútbol inglés, que desde 1888 hasta 1992 se denominaba Football League First Division, y desde 1992 se llama Premier League.

## Historia

### Orígenes y antecedentes

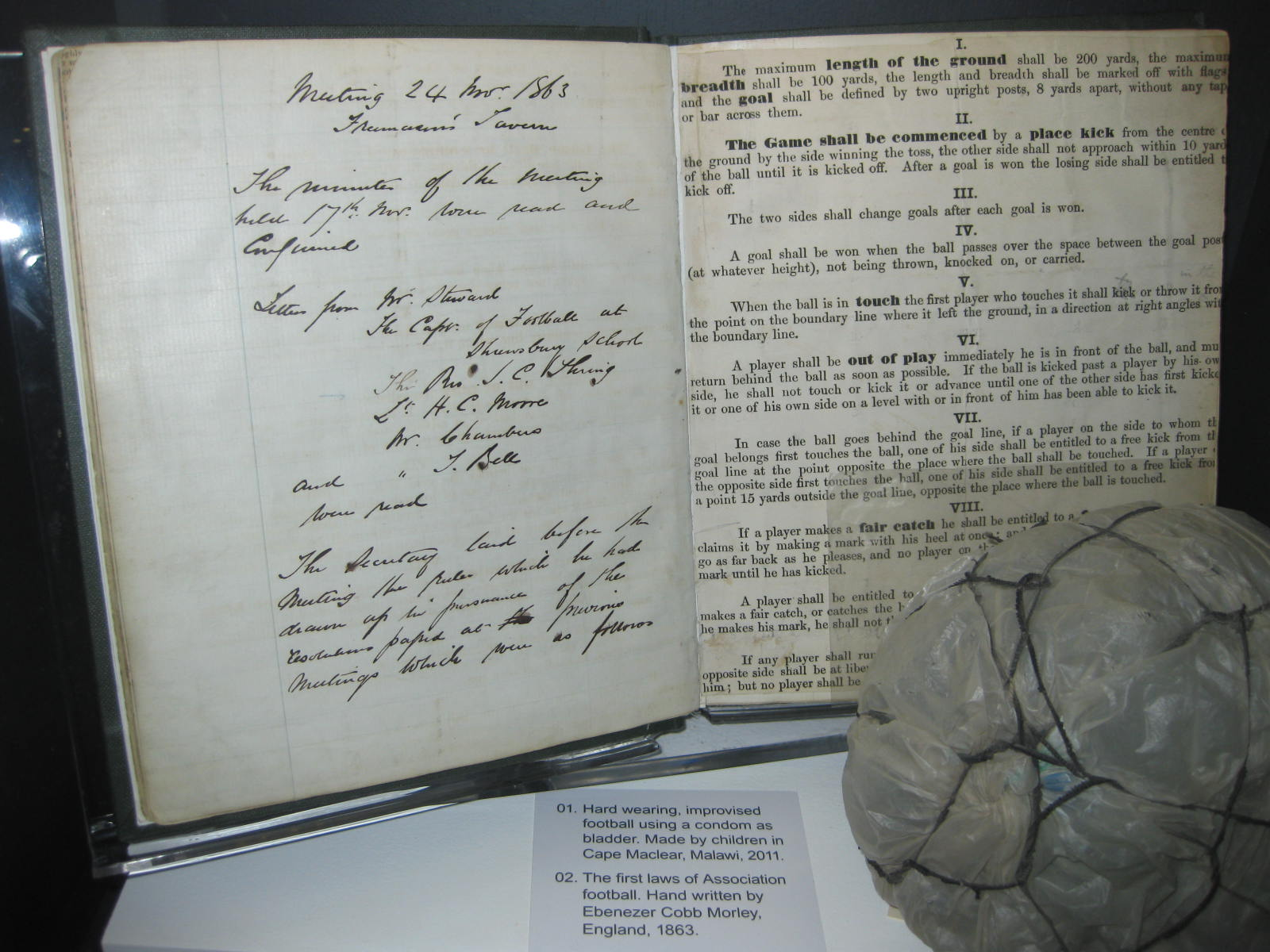
Primeras reglas del fútbol.

Antiguo trofeo utilizado hasta 1992.

The Football Association (FA) estableció el punto de partida con la redacción de las trece primeras directrices tanto para la práctica como el correcto desarrollo del fútbol asociación. Bajo tales reglas se fundó la primera competición oficial de la historia, la Football Association Challenge Cup —aún vigente en la actualidad— y que fue el torneo referencia a nivel mundial.
Así perduró hasta 1880, fecha en la que se aceptó el profesionalismo en el foot-ball y que motivó que grandes clubes amateurs perdieran protagonismo y se vieran relegados, desembocando ocho años después el que fue el primer campeonato de liga profesional inglés, la Football League.

THE FOOTBALL ASSOCIATION AND THE FIRST RULES (El fútbol asociación y las primeras reglas)
1. “El largo máximo del campo deberá ser de 200 yardas, la anchura máxima deberá ser de 100 yardas, el largo y el ancho deberán estar delimitados con banderas; y la meta será definida por dos postes verticales, separados por ocho yardas, sin ninguna cinta o barra entre ellos.
2.  Un sorteo por las metas deberá realizarse, y el juego deberá comenzar mediante una patada con balón detenido desde el centro del campo por el bando que haya perdido el sorteo por las metas; el otro lado no deberá acercarse a menos de 10 yardas del balón hasta que haya sido sacado.
3.  Después de que se consiga un gol, el bando perdedor deberá tener derecho a sacar, y los dos lados deberán cambiar metas después de que cada gol sea obtenido.
4.  Un gol deberá ser obtenido cuando el balón pase entre los postes de meta o sobre el espacio entre los postes de meta (a cualquier altura), sin haber sido lanzado, golpeado o transportado.
5.  Cuando el balón se encuentre fuera del campo, el primer jugador que lo toque deberá lanzarlo desde el punto de la línea delimitadora por donde salió del campo en una dirección en ángulo recto a la línea delimitadora, y el balón no deberá estar en juego hasta que haya tocado el suelo.
6.  Cuando un jugador haya pateado el balón, cualquiera del mismo lado que se encuentre más cerca de la línea de meta del oponente está fuera de juego, y no puede tocar el balón, ni de ningún modo impedir que lo haga otro jugador, hasta que él esté en juego; pero ningún jugador está fuera de juego cuando el balón es sacado desde detrás de la línea de meta.
7.  En caso que el balón vaya detrás de la línea de meta, si un jugador del lado al que pertenece la meta toca primero el balón, uno de su lado deberá tener derecho a un tiro libre desde la línea de meta en el punto opuesto al lugar en el que el balón deberá (sic) ser tocado. Si un jugador del lado opuesto toca primero el balón, uno de su lado deberá tener derecho a un tiro libre a la meta solamente desde un punto a 15 yardas de la línea de meta, opuesto al lugar donde el balón es tocado, con el lado opositor en la línea de meta hasta que haya realizado su tiro.
8.  Si un jugador realiza una atrapada de aire ("fair catch"), deberá tener derecho a un tiro libre, mostrando que lo reclama mediante una marca con el taco simultáneamente; y para tomar ese tiro podrá retroceder tanto como desee, y ningún jugador del lado opuesto deberá avanzar más allá de la marca hasta que él haya pateado.
9.  Ningún jugador deberá correr con el balón.
10.  Ni zancadillas ni patadas deberán ser permitidas, y ningún jugador deberá usar sus manos para sujetar o empujar a su adversario.
11.  Un jugador no deberá estar autorizado a lanzar el balón o pasarlo a otro con sus manos.
12.  Ningún jugador deberá ser autorizado a tomar el balón del suelo con sus manos bajo ninguna excusa mientras se encuentre en juego.
13.  Ningún jugador deberá ser autorizado a usar clavos salientes, placas de hierro o gutapercha (refuerzo de goma sólida) en las suelas de sus botas.”

The Football Association. 1863.

Tuvo un gran crecimiento en las islas británicas, y pronto comenzó a expandirse por otros puntos de Europa. Adoptando en estas zonas las mismas reglas y directrices era el fútbol referente en el que se fijaban todos los clubes que iban surgiendo y que a su vez conformaban sus propias competiciones y ligas. La inglesa, mucho más longeva y asentada comenzó a forjar a grandes clubes aumentando su competitividad, por lo que se hizo necesaria una primera reestructuración del campeonato para dar cabida a más clubes. Se estableció así tras fusionarse con la Football Alliance —liga surgida en 1889 entre los clubes del centro y el noroeste de Inglaterra— y conformar la Primera y la Segunda División (en inglés: First Division and Second Division). Así perduró como la máxima categoría de un sistema de ligas que fue ampliándose durante los siguientes cien años. En ella, un total de veintitrés clubes diferentes se proclamaron campeones, siendo el Liverpool Football Club el más laureado con dieciocho títulos, seguido por los diez del Arsenal Football Club y los nueve del Everton Football Club.
Después que se legalizara el fútbol profesional por la asociación de fútbol en 1885, la Football League de Inglaterra fue fundada en 1888 por el director del Aston Villa, William McGregor. Fue oficialmente la primera liga de fútbol del mundo.
Al final de la temporada de 1888–89, Preston North End se convirtió en el primer campeón después de completar una temporada sin derrota. En 1992, los equipos que formaban la primera división se retiraron para formar la FA Premier League, la cual sustituyó a la Football League First Division como la competición de fútbol de mayor nivel en Inglaterra.

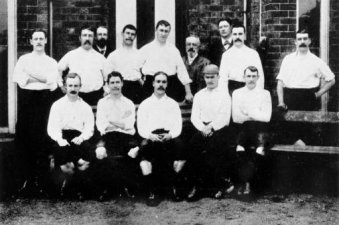
Preston North End en 1888-89, los primeros campeones de la Football League.

El Liverpool, con 19 títulos, ha sido coronado como campeón más veces que ningún otro equipo, dominando durante las décadas de 1970 y 1980 pero no lo han sido desde la creación de la Premier League en 1992. Hasta la temporada 2010-11 cuando el Manchester United con 19 títulos lo superó, quienes dominaron la década de 1990 bajo la dirección de Sir Alex Ferguson, en tercer lugar se encuentra el Arsenal, cuyos 13 campeonatos vinieron después de 1930. El Everton (nueve) ha disfrutado del éxito durante toda su historia, el Aston Villa (siete) y el Sunderland (seis) obtuvieron la mayoría de sus títulos en la década de 1890.
El Preston North End es el único campeón de la First Division que nunca han jugado en la Premier League. Por el contrario, el Leicester City es el primer (y hasta hoy único) club en ganar la Premier League sin haber ganado la antigua First Division.
El Huddersfield Town en 1924–26, Arsenal en 1933–35, Liverpool en 1982–84 y Manchester United en 1999–01 y 2007-09 han retenido el título de liga por tres temporadas consecutivas, mientras que el Manchester City, lo ha logrado en 4 temporadas consecutivas 2020-2024.

#### Contexto previo a la deserción
Si bien Inglaterra había sido la referencia en sus orígenes, comenzó a cambiar un rumbo deportivo que conllevó a una deserción de los clubes más importantes de Inglaterra de la First Division. En cambio, el fútbol europeo había pasado por buenos momentos en las décadas de 1970 y 1980, mientras que a finales de los años 1980 el balompié británico se hallaba en un momento crítico. Los estadios estaban en malas condiciones, los hooligans provocaban disturbios en los partidos y comenzaban a aumentar cada vez más en número, y los equipos de la FA no podían disputar competiciones europeas tras la tragedia de Heysel en 1985, donde murieron 39 aficionados.
La Primera División, antaño referencia, se encontraba lejos del nivel alcanzado por ligas como la Serie A de Italia o la Primera División de España en lo que se refiere a asistencias e ingresos, mientras que un número considerable de jugadores ingleses había emigrado hacia otros países. Necesitada de una nueva reestructuración a gran escala, la tendencia a decaer comenzó a revertirse paulatinamente tras las semifinales alcanzadas por la selección inglesa en la Copa Mundial de 1990. La UEFA, organismo regidor del fútbol europeo, levantó la prohibición sobre los equipos ingleses de jugar en competiciones europeas, y al año siguiente el Manchester United Football Club ganó la Copa de Clubes Campeones conocida popularmente como la Recopa de Europa. Además, el Informe Taylor sobre los estándares de seguridad que debían tener los estadios, que propuso que todos los estadios destinaran un notable presupuesto con el cual adquirir asientos para todos los espectadores a partir de la tragedia de Hillsborough, se publicó en enero de ese año dando nuevos aires al fútbol inglés.
El tema de los ingresos económicos televisivos pasó a ser abordado con interés; la Football League había recibido sólo 6,3 millones GBP por un acuerdo de dos años de duración en 1986, pero cuando el trato terminó en 1988, el precio subió a 44 millones GBP por un período de cuatro años. Las negociaciones de 1988 fueron la primera señal de una división entre los clubes; diez de ellos amenazaron con dejar la liga y formar una «súper liga», aunque al final se les persuadió de no llevar a cabo sus intenciones. Como los estadios se mejoraron y la asistencia a los partidos y las recaudaciones se incrementaron, los mejores equipos del país nuevamente consideraron dejar la Football League para capitalizar la creciente influencia del dinero que se generaba por las actividades deportivas.

### LaPremier League
Al final de la temporada 1990-91, algunos de los clubes más influyentes propusieron establecer una nueva liga con la cual se generarían mayores ingresos. El acuerdo entre los a la postre miembros fundadores fue firmado el 17 de julio de 1991 y estableció los principios básicos para crear la Football Association Premier League. La deserción tendría independencia comercial de la Federación Inglesa y de la Football League, dándole a la Premier League la licencia para negociar sus propios acuerdos para la radiodifusión y el patrocinio. La excusa dada en ese entonces era que los ingresos adicionales permitirían a los clubes ingleses competir con otros equipos europeos.
En 1992 la totalidad de los equipos de la First Division renunciaron a la Football League y el 27 de mayo de 1992 se conformó la nueva competición en forma de compañía limitada no dependiente de la Federación, pero con sede en sus instalaciones de la época, en Lancaster Gate, contando así con su amparo y reconocimiento. Esto significó el fin de 104 años de antigüedad en que la Football League había operado hasta entonces con cuatro divisiones; desde entonces la Premier League funcionó como una sola división, la primera, y la Football League con las tres restantes. Fue el cambio más notable, ya que se mantuvo con el mismo formato que regía entre las antiguas divisiones y con el mismo sistema de promociones.
Su primera temporada fue por tanto la campaña de 1992-93 y estuvo compuesta originalmente de los 22 clubes disidentes. Dichos miembros inaugurales de la nueva liga fueron: el Arsenal Football Club, el Aston Villa Football Club, el Chelsea Football Club, el Coventry City Football Club, el Crystal Palace Football Club, el Everton Football Club, el Liverpool Football Club, el Manchester City Football Club, el Manchester United Football Club, el Nottingham Forest Football Club, el Leeds United Association Football Club, el Oldham Athletic Association Football Club, el Queens Park Rangers Football Club, el Sheffield United Football Club, el Norwich City Football Club, el Sheffield Wednesday Football Club, el Southampton Football Club, el Tottenham Hotspur Football Club, el Wimbledon Football Club, y los tres ascendidos, el Ipswich Town Football Club, el Middlesbrough Football Club y el Blackburn Rovers Football Club. En cambio, los equipos de Luton Town Football Club, el del Notts County Football Club y del West Ham United Football Club fueron los tres equipos relegados de la antigua First Division al término de la temporada 1991-92, por lo que no participaron en esta temporada inaugural.
El primer gol en la historia de la liga lo anotó Brian Deane, del Sheffield United Football Club, en un partido ganado por su escuadra 2-1 contra la del Manchester United Football Club, quien se proclamó vencedor de esta primera edición, sumando su título número ocho como campeón inglés y situarse como el cuarto club más laureado en la competición liguera. Fue uno de los encuentros que inauguraron la competición el 15 de agosto. Otra de las novedades fue la de procurar repartir los partidos lo más posible en el calendario atendiendo a las necesidades de los clubes, siempre y cuando estuviese aprobado por sus miembros, favoreciendo recíprocamente a la competición y al mercado.
Si bien no fue casi plausible, se vio un aumento en los registros goleadores así como en los asistentes a los estadios. Esta última vino debido al citado Informe Taylor elaborado por el gobierno en el que todas las localidades debían ser de asiento, provocando tras la consiguiente pérdida de aforo que muchos clubes remodelasen sus estadios para darles mayor capacidad. La medida eso sí contrajo contravenidas como el aumento del precio de las entradas o la petición de préstamos para acometer dichas obras, que sin embargo fueron subsanadas debido a los emolumentos económicos por los patrocinios y acuerdos audiovisuales.
Cabe destacar que desde esta primera edición, el reparto lucrativo estuvo repartido de manera más equitativa entre los participantes, permitiendo que exista en la medida de lo posible la mayor igualdad entre todos. Circunstancia que se mantuvo y es en la actualidad uno de los principales motivos por la que es considerada como una de las ligas más competitivas y disputadas del mundo.[cita requerida] Pese a ello, uno de los más beneficiados con el nuevo torneo fue el Manchester United F. C., club que se proclamó campeón en cuatro de las cinco primeras ediciones. Algo reseñable ya que antes de ganar el título de 1993 hacía veintiséis años que no vencía el campeonato de liga, y pasó a ser el segundo club de Inglaterra en cuanto a palmarés, por detrás del Liverpool F. C., dominador histórico. Curiosamente, fue el caso contrario siendo el club más perjudicado, ya que desde que se estableció la Premier League el club de Merseyside no fue capaz de salir campeón durante 30 años rompiendo está sequía en la temporada 2019-20. El éxito de «los diablos rojos» sin embargo estuvo respaldado por sus integrantes, que terminaron por ser históricos tanto del club como de la competición. Liderados por Alex Ferguson, Éric Cantona, Mark Hughes, Peter Schmeichel o Ryan Giggs convirtieron al club en el referente inglés.
Entre las excepciones estuvo el Blackburn Rovers Football Club, quien gracias a la aportación goleadora de su máximo exponente, Alan Shearer, se proclamó vencedor en la temporada 1994-95 rompiendo la supremacía de los de Mánchester. El jugador, oriundo de Newcastle, terminó por fichar por el club de su ciudad el Newcastle United Football Club tras no poder repetir el éxito liguero la temporada posterior y ser una de las estrellas de la liga bajo un traspaso récord.
La fórmula abrió mucho el campeonato, siendo un total de ocho equipos diferentes los que alguna vez accedieron a los tres primeros puestos en esos cinco primeros años. Fue la seña característica del campeonato antes de que se viese frenada por la economía que acumularon algunos clubes que hicieron que en especial desde la temporada 1999-00 fuese dominada por el denominado «Big Four».

## Historial
Nota: Nombres de los equipos según la época.
| Temporada                      | Campeón                                                                                                  | Subcampeón                                                                                               | Tercero                                                                                                  | Máximo goleador                                                                                          | Club | Goles |
| Football League First Division | Football League First Division                                                                           | Football League First Division                                                                           | Football League First Division                                                                           | Football League First Division                                                                           | Football League First Division                                                                           | Football League First Division                                                                           |
| ------------------------------ | --- | --- | --- | --- | --- | --- |
| 1888-89                        | Preston North End (1)                                                                                    | Aston Villa                                                                                              | Wolverhampton Wand.                                                                                      | John Goodall                                                                                             | Preston North End                                                                                        | 21 |
| 1889-90                        | Preston North End (2)                                                                                    | Everton                                                                                                  | Blackburn Rovers                                                                                         | Jimmy Ross                                                                                               | Preston North End                                                                                        | 24 |
| 1890-91                        | Everton (1)                                                                                              | Preston North End                                                                                        | Notts County                                                                                             | Jack Southworth                                                                                          | Blackburn Rovers                                                                                         | 26 |
| 1891-92                        | Sunderland (1)                                                                                           | Preston North End                                                                                        | Bolton Wanderers                                                                                         | Johnny Campbell                                                                                          | Sunderland                                                                                               | 32 |
| 1892-93                        | Sunderland (2)                                                                                           | Preston North End                                                                                        | Everton                                                                                                  | Johnny Campbell                                                                                          | Sunderland                                                                                               | 31 |
| 1893-94                        | Aston Villa (1)                                                                                          | Sunderland                                                                                               | Derby County                                                                                             | Jack Southworth                                                                                          | Everton                                                                                                  | 27 |
| 1894-95                        | Sunderland (3)                                                                                           | Everton                                                                                                  | Aston Villa                                                                                              | Johnny Campbell                                                                                          | Sunderland                                                                                               | 22 |
| 1895-96                        | Aston Villa (2)                                                                                          | Derby County                                                                                             | Everton                                                                                                  | Johnny Campbell Steve Bloomer                                                                            | Aston Villa Derby County                                                                                 | 20 |
| 1896-97                        | Aston Villa (3)                                                                                          | Sheffield United                                                                                         | Derby County                                                                                             | Steve Bloomer                                                                                            | Derby County                                                                                             | 22 |
| 1897-98                        | Sheffield United (1)                                                                                     | Sunderland                                                                                               | Wolverhampton Wand.                                                                                      | Fred Wheldon                                                                                             | Aston Villa                                                                                              | 21 |
| 1898-99                        | Aston Villa (4)                                                                                          | Liverpool                                                                                                | Burnley                                                                                                  | Steve Bloomer                                                                                            | Derby County                                                                                             | 23 |
| 1899-00                        | Aston Villa (5)                                                                                          | Sheffield United                                                                                         | Sunderland                                                                                               | Billy Garraty                                                                                            | Aston Villa                                                                                              | 27 |
| 1900-01                        | Liverpool (1)                                                                                            | Sunderland                                                                                               | Notts County                                                                                             | Steve Bloomer                                                                                            | Derby County                                                                                             | 23 |
| 1901-02                        | Sunderland (4)                                                                                           | Everton                                                                                                  | Newcastle United                                                                                         | Jimmy Settle                                                                                             | Everton                                                                                                  | 18 |
| 1902-03                        | The Wednesday (1)                                                                                        | Aston Villa                                                                                              | Sunderland                                                                                               | Sam Raybould                                                                                             | Liverpool                                                                                                | 31 |
| 1903-04                        | The Wednesday (2)                                                                                        | Manchester City                                                                                          | Everton                                                                                                  | Steve Bloomer                                                                                            | Derby County                                                                                             | 20 |
| 1904-05                        | Newcastle United (1)                                                                                     | Everton                                                                                                  | Manchester City                                                                                          | Albert Arthur Brown                                                                                      | Sheffield United                                                                                         | 22 |
| 1905-06                        | Liverpool (2)                                                                                            | Preston North End                                                                                        | Sheffield Wednesday                                                                                      | Albert Shepherd                                                                                          | Bolton Wanderers                                                                                         | 26 |
| 1906-07                        | Newcastle United (2)                                                                                     | Bristol City                                                                                             | Everton                                                                                                  | Alf Young                                                                                                | Everton                                                                                                  | 30 |
| 1907-08                        | Manchester United (1)                                                                                    | Aston Villa                                                                                              | Manchester City                                                                                          | Enoch West                                                                                               | Nottingham Forest                                                                                        | 27 |
| 1908-09                        | Newcastle United (3)                                                                                     | Everton                                                                                                  | Sunderland                                                                                               | Bert Freeman                                                                                             | Everton                                                                                                  | 38 |
| 1909-10                        | Aston Villa (6)                                                                                          | Liverpool                                                                                                | Blackburn Rovers                                                                                         | Jack Parkinson                                                                                           | Liverpool                                                                                                | 30 |
| 1910-11                        | Manchester United (2)                                                                                    | Aston Villa                                                                                              | Sunderland                                                                                               | Albert Shepherd                                                                                          | Newcastle United                                                                                         | 25 |
| 1911-12                        | Blackburn Rovers (1)                                                                                     | Everton                                                                                                  | Newcastle United                                                                                         | Harry Hampton George Holley David McLean                                                                 | Aston Villa Sunderland The Wednesday                                                                     | 25 |
| 1912-13                        | Sunderland (5)                                                                                           | Aston Villa                                                                                              | Sheffield Wednesday                                                                                      | David McLean                                                                                             | The Wednesday                                                                                            | 30 |
| 1913-14                        | Blackburn Rovers (2)                                                                                     | Aston Villa                                                                                              | Middlesbrough                                                                                            | George Elliott                                                                                           | Middlesbrough                                                                                            | 32 |
| 1914-15                        | Everton (2)                                                                                              | Oldham Athletic                                                                                          | Blackburn Rovers                                                                                         | Bobby Parker                                                                                             | Everton                                                                                                  | 35 |
| 1915-19                        | Liga suspendida debido a la Primera Guerra Mundial.                                                      | Liga suspendida debido a la Primera Guerra Mundial.                                                      | Liga suspendida debido a la Primera Guerra Mundial.                                                      | Liga suspendida debido a la Primera Guerra Mundial.                                                      | Liga suspendida debido a la Primera Guerra Mundial.                                                      | Liga suspendida debido a la Primera Guerra Mundial.                                                      |
| 1919-20                        | West Bromwich Albion (1)                                                                                 | Burnley                                                                                                  | Chelsea                                                                                                  | Fred Morris                                                                                              | West Bromwich Albion                                                                                     | 37 |
| 1920-21                        | Burnley (1)                                                                                              | Manchester City                                                                                          | Bolton Wanderers                                                                                         | Joe Smith                                                                                                | Bolton Wanderers                                                                                         | 38 |
| 1921-22                        | Liverpool (3)                                                                                            | Tottenham Hotspur                                                                                        | Burnley                                                                                                  | Andy Wilson                                                                                              | Middlesbrough                                                                                            | 31 |
| 1922-23                        | Liverpool (4)                                                                                            | Sunderland                                                                                               | Huddersfield Town                                                                                        | Charlie Buchan                                                                                           | Sunderland                                                                                               | 30 |
| 1923-24                        | Huddersfield Town (1)                                                                                    | Cardiff City                                                                                             | Sunderland                                                                                               | Wilf Chadwick                                                                                            | Everton                                                                                                  | 28 |
| 1924-25                        | Huddersfield Town (2)                                                                                    | West Bromwich Albion                                                                                     | Bolton Wanderers                                                                                         | Frank Roberts                                                                                            | Manchester City                                                                                          | 31 |
| 1925-26                        | Huddersfield Town (3)                                                                                    | Arsenal                                                                                                  | Sunderland                                                                                               | Ted Harper                                                                                               | Blackburn Rovers                                                                                         | 43 |
| 1926-27                        | Newcastle United (4)                                                                                     | Huddersfield Town                                                                                        | Sunderland                                                                                               | Jimmy Trotter                                                                                            | The Wednesday                                                                                            | 37 |
| 1927-28                        | Everton (3)                                                                                              | Huddersfield Town                                                                                        | Leicester City                                                                                           | Dixie Dean                                                                                               | Everton                                                                                                  | 60 |
| 1928-29                        | Sheffield Wednesday (3)                                                                                  | Leicester City                                                                                           | Aston Villa                                                                                              | Dave Halliday                                                                                            | Sunderland                                                                                               | 43 |
| 1929-30                        | Sheffield Wednesday (4)                                                                                  | Derby County                                                                                             | Manchester City                                                                                          | Vic Watson                                                                                               | West Ham United                                                                                          | 41 |
| 1930-31                        | Arsenal (1)                                                                                              | Aston Villa                                                                                              | Sheffield Wednesday                                                                                      | Tom Waring                                                                                               | Aston Villa                                                                                              | 49 |
| 1931-32                        | Everton (4)                                                                                              | Arsenal                                                                                                  | Sheffield Wednesday                                                                                      | Dixie Dean                                                                                               | Everton                                                                                                  | 44 |
| 1932-33                        | Arsenal (2)                                                                                              | Aston Villa                                                                                              | Sheffield Wednesday                                                                                      | Jack Bowers                                                                                              | Derby County                                                                                             | 35 |
| 1933-34                        | Arsenal (3)                                                                                              | Huddersfield Town                                                                                        | Tottenham Hotspur                                                                                        | Jack Bowers                                                                                              | Derby County                                                                                             | 34 |
| 1934-35                        | Arsenal (4)                                                                                              | Sunderland                                                                                               | Sheffield Wednesday                                                                                      | Ted Drake                                                                                                | Arsenal                                                                                                  | 42 |
| 1935-36                        | Sunderland (6)                                                                                           | Derby County                                                                                             | Huddersfield Town                                                                                        | W. G. Richardson                                                                                         | West Bromwich Albion                                                                                     | 39 |
| 1936-37                        | Manchester City (1)                                                                                      | Charlton Athletic                                                                                        | Arsenal                                                                                                  | Freddie Steel                                                                                            | Stoke City                                                                                               | 33 |
| 1937-38                        | Arsenal (5)                                                                                              | Wolverhampton Wand.                                                                                      | Preston North End                                                                                        | Tommy Lawton                                                                                             | Everton                                                                                                  | 28 |
| 1938-39                        | Everton (5)                                                                                              | Wolverhampton Wand.                                                                                      | Charlton Athletic                                                                                        | Tommy Lawton                                                                                             | Everton                                                                                                  | 35 |
| 1939–40                        | Liga suspendida debido a la Segunda Guerra Mundial (Blackpool era el líder de la liga hasta el momento). | Liga suspendida debido a la Segunda Guerra Mundial (Blackpool era el líder de la liga hasta el momento). | Liga suspendida debido a la Segunda Guerra Mundial (Blackpool era el líder de la liga hasta el momento). | Liga suspendida debido a la Segunda Guerra Mundial (Blackpool era el líder de la liga hasta el momento). | Liga suspendida debido a la Segunda Guerra Mundial (Blackpool era el líder de la liga hasta el momento). | Liga suspendida debido a la Segunda Guerra Mundial (Blackpool era el líder de la liga hasta el momento). |
| 1940-46                        | Liga suspendida debido a la Segunda Guerra Mundial.                                                      | Liga suspendida debido a la Segunda Guerra Mundial.                                                      | Liga suspendida debido a la Segunda Guerra Mundial.                                                      | Liga suspendida debido a la Segunda Guerra Mundial.                                                      | Liga suspendida debido a la Segunda Guerra Mundial.                                                      | Liga suspendida debido a la Segunda Guerra Mundial.                                                      |
| 1946-47                        | Liverpool (5)                                                                                            | Manchester United                                                                                        | Wolverhampton Wand.                                                                                      | Dennis Westcott                                                                                          | Wolverhampton Wand.                                                                                      | 37 |
| 1947-48                        | Arsenal (6)                                                                                              | Manchester United                                                                                        | Burnley                                                                                                  | Ronnie Rooke                                                                                             | Arsenal                                                                                                  | 33 |
| 1948-49                        | Portsmouth (1)                                                                                           | Manchester United                                                                                        | Derby County                                                                                             | Willie Moir                                                                                              | Bolton Wanderers                                                                                         | 25 |
| 1949-50                        | Portsmouth (2)                                                                                           | Wolverhampton Wand.                                                                                      | Sunderland                                                                                               | Dickie Davis                                                                                             | Sunderland                                                                                               | 25 |
| 1950-51                        | Tottenham Hotspur (1)                                                                                    | Manchester United                                                                                        | Blackpool                                                                                                | Stan Mortensen                                                                                           | Blackpool                                                                                                | 30 |
| 1951-52                        | Manchester United (3)                                                                                    | Tottenham Hotspur                                                                                        | Arsenal                                                                                                  | George Robledo                                                                                           | Newcastle United                                                                                         | 33 |
| 1952-53                        | Arsenal (7)                                                                                              | Preston North End                                                                                        | Wolverhampton Wand.                                                                                      | Charlie Wayman                                                                                           | Preston North End                                                                                        | 24 |
| 1953-54                        | Wolverhampton W. (1)                                                                                     | West Bromwich Albion                                                                                     | Huddersfield Town                                                                                        | Jimmy Glazzard                                                                                           | Huddersfield Town                                                                                        | 29 |
| 1954-55                        | Chelsea (1)                                                                                              | Wolverhampton Wand.                                                                                      | Portsmouth                                                                                               | Ronnie Allen                                                                                             | West Bromwich Albion                                                                                     | 27 |
| 1955-56                        | Manchester United (4)                                                                                    | Blackpool                                                                                                | Wolverhampton Wand.                                                                                      | Nat Lofthouse                                                                                            | Bolton Wanderers                                                                                         | 33 |
| 1956-57                        | Manchester United (5)                                                                                    | Tottenham Hotspur                                                                                        | Preston North End                                                                                        | John Charles                                                                                             | Leeds United                                                                                             | 38 |
| 1957-58                        | Wolverhampton W. (2)                                                                                     | Preston North End                                                                                        | Tottenham Hotspur                                                                                        | Bobby Smith                                                                                              | Tottenham Hotspur                                                                                        | 36 |
| 1958-59                        | Wolverhampton W. (3)                                                                                     | Manchester United                                                                                        | Arsenal                                                                                                  | Jimmy Greaves                                                                                            | Chelsea                                                                                                  | 33 |
| 1959-60                        | Burnley (2)                                                                                              | Wolverhampton Wand.                                                                                      | Tottenham Hotspur                                                                                        | Dennis Viollet                                                                                           | Manchester United                                                                                        | 32 |
| 1960-61                        | Tottenham Hotspur (2)                                                                                    | Sheffield Wednesday                                                                                      | Wolverhampton Wand.                                                                                      | Jimmy Greaves                                                                                            | Chelsea                                                                                                  | 41 |
| 1961-62                        | Ipswich Town (1)                                                                                         | Burnley                                                                                                  | Tottenham Hotspur                                                                                        | Ray Crawford Derek Kevan                                                                                 | Ipswich Town West Bromwich Albion                                                                        | 33 |
| 1962-63                        | Everton (6)                                                                                              | Tottenham Hotspur                                                                                        | Burnley                                                                                                  | Jimmy Greaves                                                                                            | Tottenham Hotspur                                                                                        | 37 |
| 1963-64                        | Liverpool (6)                                                                                            | Manchester United                                                                                        | Everton                                                                                                  | Jimmy Greaves                                                                                            | Tottenham Hotspur                                                                                        | 35 |
| 1964-65                        | Manchester United (6)                                                                                    | Leeds United                                                                                             | Chelsea                                                                                                  | Andy McEvoy Jimmy Greaves                                                                                | Blackburn Rovers Tottenham Hotspur                                                                       | 29 |
| 1965-66                        | Liverpool (7)                                                                                            | Leeds United                                                                                             | Burnley                                                                                                  | Willie Irvine                                                                                            | Burnley                                                                                                  | 29 |
| 1966-67                        | Manchester United (7)                                                                                    | Nottingham Forest                                                                                        | Tottenham Hotspur                                                                                        | Ron Davies                                                                                               | Southampton                                                                                              | 37 |
| 1967-68                        | Manchester City (2)                                                                                      | Manchester United                                                                                        | Liverpool                                                                                                | George Best Ron Davies                                                                                   | Manchester United Southampton                                                                            | 28 |
| 1968-69                        | Leeds United (1)                                                                                         | Liverpool                                                                                                | Everton                                                                                                  | Jimmy Greaves                                                                                            | Tottenham Hotspur                                                                                        | 27 |
| 1969-70                        | Everton (7)                                                                                              | Leeds United                                                                                             | Chelsea                                                                                                  | Jeff Astle                                                                                               | West Bromwich Albion                                                                                     | 25 |
| 1970-71                        | Arsenal (8)                                                                                              | Leeds United                                                                                             | Tottenham Hotspur                                                                                        | Tony Brown                                                                                               | West Bromwich Albion                                                                                     | 28 |
| 1971-72                        | Derby County (1)                                                                                         | Leeds United                                                                                             | Liverpool                                                                                                | Francis Lee                                                                                              | Manchester City                                                                                          | 33 |
| 1972-73                        | Liverpool (8)                                                                                            | Arsenal                                                                                                  | Leeds United                                                                                             | Bryan 'Pop' Robson                                                                                       | West Ham United                                                                                          | 28 |
| 1973-74                        | Leeds United (2)                                                                                         | Liverpool                                                                                                | Derby County                                                                                             | Mick Channon                                                                                             | Southampton                                                                                              | 21 |
| 1974-75                        | Derby County (2)                                                                                         | Liverpool                                                                                                | Ipswich Town                                                                                             | Malcolm Macdonald                                                                                        | Newcastle United                                                                                         | 21 |
| 1975-76                        | Liverpool (9)                                                                                            | Queens Park Rangers                                                                                      | Manchester United                                                                                        | Ted MacDougall                                                                                           | Norwich City                                                                                             | 23 |
| 1976-77                        | Liverpool (10)                                                                                           | Manchester City                                                                                          | Ipswich Town                                                                                             | Malcolm Macdonald Andy Gray                                                                              | Arsenal Aston Villa                                                                                      | 25 |
| 1977-78                        | Nottingham Forest (1)                                                                                    | Liverpool                                                                                                | Everton                                                                                                  | Bob Latchford                                                                                            | Everton                                                                                                  | 30 |
| 1978-79                        | Liverpool (11)                                                                                           | Nottingham Forest                                                                                        | West Bromwich Albion                                                                                     | Frank Worthington                                                                                        | Bolton Wanderers                                                                                         | 24 |
| 1979-80                        | Liverpool (12)                                                                                           | Manchester United                                                                                        | Ipswich Town                                                                                             | Phil Boyer                                                                                               | Southampton                                                                                              | 23 |
| 1980-81                        | Aston Villa (7)                                                                                          | Ipswich Town                                                                                             | Arsenal                                                                                                  | Peter Withe Steve Archibald                                                                              | Aston Villa Tottenham Hotspur                                                                            | 20 |
| 1981-82                        | Liverpool (13)                                                                                           | Ipswich Town                                                                                             | Manchester United                                                                                        | Kevin Keegan                                                                                             | Southampton                                                                                              | 26 |
| 1982-83                        | Liverpool (14)                                                                                           | Watford                                                                                                  | Manchester United                                                                                        | Luther Blissett                                                                                          | Watford                                                                                                  | 27 |
| 1983-84                        | Liverpool (15)                                                                                           | Southampton                                                                                              | Nottingham Forest                                                                                        | Ian Rush                                                                                                 | Liverpool                                                                                                | 32 |
| 1984-85                        | Everton (8)                                                                                              | Liverpool                                                                                                | Tottenham Hotspur                                                                                        | Kerry Dixon Gary Lineker                                                                                 | Chelsea Leicester City                                                                                   | 24 |
| 1985-86                        | Liverpool (16)                                                                                           | Everton                                                                                                  | West Ham United                                                                                          | Gary Lineker                                                                                             | Everton                                                                                                  | 30 |
| 1986-87                        | Everton (9)                                                                                              | Liverpool                                                                                                | Tottenham Hotspur                                                                                        | Clive Allen                                                                                              | Tottenham Hotspur                                                                                        | 33 |
| 1987-88                        | Liverpool (17)                                                                                           | Manchester United                                                                                        | Nottingham Forest                                                                                        | John Aldridge                                                                                            | Liverpool                                                                                                | 26 |
| 1988-89                        | Arsenal (9)                                                                                              | Liverpool                                                                                                | Nottingham Forest                                                                                        | Alan Smith                                                                                               | Arsenal                                                                                                  | 23 |
| 1989-90                        | Liverpool (18)                                                                                           | Aston Villa                                                                                              | Tottenham Hotspur                                                                                        | Gary Lineker                                                                                             | Tottenham Hotspur                                                                                        | 24 |
| 1990-91                        | Arsenal (10)                                                                                             | Liverpool                                                                                                | Crystal Palace                                                                                           | Alan Smith                                                                                               | Arsenal                                                                                                  | 22 |
| 1991-92                        | Leeds United (3)                                                                                         | Manchester United                                                                                        | Sheffield Wednesday                                                                                      | Ian Wright                                                                                               | Crystal Palace/Arsenal                                                                                   | 29 |
| Premier League                 | | | | | | |
| 1992-93                        | Manchester United (8)                                                                                    | Aston Villa                                                                                              | Norwich City                                                                                             | Teddy Sheringham                                                                                         | Tottenham Hotspur                                                                                        | 22 |
| 1993-94                        | Manchester United (9)                                                                                    | Blackburn Rovers                                                                                         | Newcastle United                                                                                         | Andy Cole                                                                                                | Newcastle United                                                                                         | 34 |
| 1994-95                        | Blackburn Rovers (3)                                                                                     | Manchester United                                                                                        | Nottingham Forest                                                                                        | Alan Shearer                                                                                             | Blackburn Rovers                                                                                         | 34 |
| 1995-96                        | Manchester United (10)                                                                                   | Newcastle United                                                                                         | Liverpool                                                                                                | Alan Shearer                                                                                             | Blackburn Rovers                                                                                         | 31 |
| 1996-97                        | Manchester United (11)                                                                                   | Newcastle United                                                                                         | Arsenal                                                                                                  | Alan Shearer                                                                                             | Newcastle United                                                                                         | 25 |
| 1997-98                        | Arsenal (11)                                                                                             | Manchester United                                                                                        | Liverpool                                                                                                | Chris Sutton Dion Dublin Michael Owen                                                                    | Blackburn Rovers Coventry City Liverpool                                                                 | 18 |
| 1998-99                        | Manchester United (12)                                                                                   | Arsenal                                                                                                  | Chelsea                                                                                                  | Jimmy Floyd Hasselbaink Michael Owen Dwight Yorke                                                        | Leeds United Liverpool Manchester United                                                                 | 18 |
| 1999-00                        | Manchester United (13)                                                                                   | Arsenal                                                                                                  | Leeds United                                                                                             | Kevin Phillips                                                                                           | Sunderland                                                                                               | 30 |
| 2000-01                        | Manchester United (14)                                                                                   | Arsenal                                                                                                  | Liverpool                                                                                                | Jimmy Floyd Hasselbaink                                                                                  | Chelsea                                                                                                  | 23 |
| 2001-02                        | Arsenal (12)                                                                                             | Liverpool                                                                                                | Manchester United                                                                                        | Thierry Henry                                                                                            | Arsenal                                                                                                  | 24 |
| 2002-03                        | Manchester United (15)                                                                                   | Arsenal                                                                                                  | Newcastle United                                                                                         | Ruud van Nistelrooy                                                                                      | Manchester United                                                                                        | 25 |
| 2003-04                        | Arsenal (13)                                                                                             | Chelsea                                                                                                  | Manchester United                                                                                        | Thierry Henry                                                                                            | Arsenal                                                                                                  | 30 |
| 2004-05                        | Chelsea (2)                                                                                              | Arsenal                                                                                                  | Manchester United                                                                                        | Thierry Henry                                                                                            | Arsenal                                                                                                  | 25 |
| 2005-06                        | Chelsea (3)                                                                                              | Manchester United                                                                                        | Liverpool                                                                                                | Thierry Henry                                                                                            | Arsenal                                                                                                  | 27 |
| 2006-07                        | Manchester United (16)                                                                                   | Chelsea                                                                                                  | Liverpool                                                                                                | Didier Drogba                                                                                            | Chelsea                                                                                                  | 20 |
| 2007-08                        | Manchester United (17)                                                                                   | Chelsea                                                                                                  | Arsenal                                                                                                  | Cristiano Ronaldo                                                                                        | Manchester United                                                                                        | 31 |
| 2008-09                        | Manchester United (18)                                                                                   | Liverpool                                                                                                | Chelsea                                                                                                  | Nicolas Anelka                                                                                           | Chelsea                                                                                                  | 19 |
| 2009-10                        | Chelsea (4)                                                                                              | Manchester United                                                                                        | Arsenal                                                                                                  | Didier Drogba                                                                                            | Chelsea                                                                                                  | 29 |
| 2010-11                        | Manchester United (19)                                                                                   | Chelsea                                                                                                  | Manchester City                                                                                          | Dimitar Berbatov Carlos Tévez                                                                            | Manchester United Manchester City                                                                        | 20 |
| 2011-12                        | Manchester City (3)                                                                                      | Manchester United                                                                                        | Arsenal                                                                                                  | Robin van Persie                                                                                         | Arsenal                                                                                                  | 30 |
| 2012-13                        | Manchester United (20)                                                                                   | Manchester City                                                                                          | Chelsea                                                                                                  | Robin van Persie                                                                                         | Manchester United                                                                                        | 26 |
| 2013-14                        | Manchester City (4)                                                                                      | Liverpool                                                                                                | Chelsea                                                                                                  | Luis Suárez                                                                                              | Liverpool                                                                                                | 31 |
| 2014-15                        | Chelsea (5)                                                                                              | Manchester City                                                                                          | Arsenal                                                                                                  | Sergio Agüero                                                                                            | Manchester City                                                                                          | 26 |
| 2015-16                        | Leicester City (1)                                                                                       | Arsenal                                                                                                  | Tottenham Hotspur                                                                                        | Harry Kane                                                                                               | Tottenham Hotspur                                                                                        | 25 |
| 2016-17                        | Chelsea (6)                                                                                              | Tottenham Hotspur                                                                                        | Manchester City                                                                                          | Harry Kane                                                                                               | Tottenham Hotspur                                                                                        | 29 |
| 2017-18                        | Manchester City (5)                                                                                      | Manchester United                                                                                        | Tottenham Hotspur                                                                                        | Mohamed Salah                                                                                            | Liverpool                                                                                                | 32 |
| 2018-19                        | Manchester City (6)                                                                                      | Liverpool                                                                                                | Chelsea                                                                                                  | Mohamed Salah Pierre-Emerick Aubameyang Sadio Mané                                                       | Liverpool Arsenal Liverpool                                                                              | 22 |
| 2019-20                        | Liverpool (19)                                                                                           | Manchester City                                                                                          | Manchester United                                                                                        | Jamie Vardy                                                                                              | Leicester City                                                                                           | 23 |
| 2020-21                        | Manchester City (7)                                                                                      | Manchester United                                                                                        | Liverpool                                                                                                | Harry Kane                                                                                               | Tottenham Hotspur                                                                                        | 23 |
| 2021-22                        | Manchester City (8)                                                                                      | Liverpool                                                                                                | Chelsea                                                                                                  | Mohamed Salah Son Heung-min                                                                              | Liverpool Tottenham Hotspur                                                                              | 23 |
| 2022-23                        | Manchester City (9)                                                                                      | Arsenal                                                                                                  | Manchester United                                                                                        | Erling Haaland                                                                                           | Manchester City                                                                                          | 36 |
| 2023-24                        | Manchester City (10)                                                                                     | Arsenal                                                                                                  | Liverpool                                                                                                | Erling Haaland                                                                                           | Manchester City                                                                                          | 27 |
| 2024-25                        | Liverpool (20)                                                                                           | Arsenal                                                                                                  | Manchester City                                                                                          | Mohamed Salah                                                                                            | Liverpool                                                                                                | 29 |

En la historia de la Primera División de Inglaterra el Manchester City es quien ha logrado más campeonatos consecutivos con cuatro, entre los años 2021 y 2024.

## Palmarés
Palmarés histórico de la Primera División de Inglaterra (desde 1889).
Un total de 24 clubes han obtenido al menos un título de la máxima categoría del fútbol inglés, mientras que solamente siete han conseguido ser campeones de la Premier League. Completan los registros ocho equipos subcampeones de alguna edición, todos ellos antes del establecimiento de la nueva competición.
Nota: indicados en negrita los campeonatos de la Premier League.
| Club                 | Títulos | Subcampeonatos | Años de los campeonatos                                                                                                |
| -------------------- | ------- | -------------- | --- |
| Manchester United    | 20      | 17             | 1908, 1911, 1952, 1956, 1957, 1965, 1967, 1993, 1994, 1996, 1997, 1999, 2000, 2001, 2003, 2007, 2008, 2009, 2011, 2013 |
| Liverpool            | 20      | 15             | 1901, 1906, 1922, 1923, 1947, 1964, 1966, 1973, 1976, 1977, 1979, 1980, 1982, 1983, 1984, 1986, 1988, 1990, 2020, 2025 |
| Arsenal              | 13      | 12             | 1931, 1933, 1934, 1935, 1938, 1948, 1953, 1971, 1989, 1991, 1998, 2002, 2004                                           |
| Manchester City      | 10      | 6              | 1937, 1968, 2012, 2014, 2018, 2019, 2021, 2022, 2023, 2024                                                             |
| Everton              | 9       | 7              | 1891, 1915, 1928, 1932, 1939, 1963, 1970, 1985, 1987                                                                   |
| Aston Villa          | 7       | 10             | 1894, 1896, 1897, 1899, 1900, 1910, 1981                                                                               |
| Sunderland           | 6       | 6              | 1892, 1893, 1895, 1902, 1913, 1936                                                                                     |
| Chelsea              | 6       | 4              | 1955, 2005, 2006, 2010, 2015, 2017                                                                                     |
| Newcastle United     | 4       | 2              | 1905, 1907, 1909, 1927                                                                                                 |
| Sheffield Wednesday  | 4       | 1              | 1903, 1904, 1929, 1930                                                                                                 |
| Wolverhampton        | 3       | 5              | 1954, 1958, 1959 |
| Leeds United         | 3       | 5              | 1969, 1974, 1992 |
| Huddersfield         | 3       | 3              | 1924, 1925, 1926 |
| Blackburn Rovers     | 3       | 1              | 1912, 1914, 1995 |
| Preston North End    | 2       | 6              | 1889, 1890 |
| Tottenham Hotspur    | 2       | 5              | 1951, 1961 |
| Derby County         | 2       | 3              | 1972, 1975 |
| Burnley              | 2       | 2              | 1921, 1960 |
| Portsmouth           | 2       | -              | 1949, 1950 |
| Sheffield United     | 1       | 2              | 1898 |
| West Bromwich Albion | 1       | 2              | 1920 |
| Ipswich Town         | 1       | 2              | 1962 |
| Nottingham Forest    | 1       | 2              | 1978 |
| Leicester City       | 1       | 1              | 2016 |
| Charlton Athletic    |         | 1              | |
| Southampton          |         | 1              | |
| Watford              |         | 1              | |
| Queens Park Rangers  |         | 1              | |
| Blackpool            |         | 1              | |
| Cardiff City         |         | 1              | |
| Oldham Athletic      |         | 1              | |
| Bristol City         |         | 1              | |

## Estadísticas

### Tabla histórica de máximos goleadores

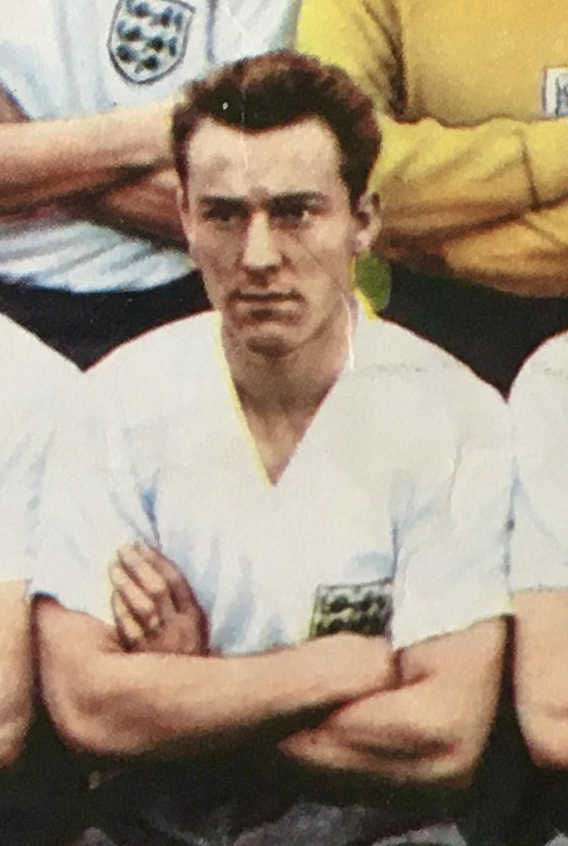
Jimmy Greaves, máximo goleador histórico de la competición.

Para un completo detalle véase Máximos goleadores de la Primera División de Inglaterra.
El máximo goleador de la competición es el inglés Jimmy Greaves con 357 goles, seguido de sus compatriotas Steve Bloomer y Dixie Dean con 314 y 310 goles respectivamente, tras superar el primero el registro de Bloomer que durante años se mantuvo como inalcanzable en la historia de la competición. Son a fecha de 2020 los únicos en haber superado la barrera de los 300 goles en el torneo.
Cabe destacar también que los mismos protagonistas son tres de los jugadores que más goles han anotado en las máximas categorías del fútbol europeo, siendo además los ingleses mejor posicionados en el registro. Entre los jugadores en activo es Harry Kane con 183 el que más goles ha anotado a fecha de 2022.
El jugador que más goles logró convertir en un solo partido fue Geoff Hurst, quien el 19 de octubre de 1968 convirtió 6 goles en la victoria 8-0 de West Ham United ante Sunderland.
Nota: Contabilizados los partidos y goles según actas oficiales. En negrita jugadores activos y club actual.
| \| Pos. \| Jugador \| G. \| Part. \| Prom. \| Período \| (Equipo debut) \| Otros clubes \| \| ---- \| ---------------- \| --- \| ----- \| ----- \| ------------- \| ---------------------- \| ------------------------------------------------- \| \| 1 \| Jimmy Greaves \| 357 \| 516 \| 0.69 \| 1957–1972 \| Chelsea (124) \| Tottenham Hotspur (220), West Ham United (13) \| \| 2 \| Steve Bloomer \| 314 \| 536 \| 0.59 \| 1892–1914 \| Derby County (255) \| Middlesbrough (59) \| \| 3 \| Dixie Dean \| 310 \| 362 \| 0.86 \| 1924–1938 \| Everton (310) \| \| \| 4 \| Gordon Hodgson \| 288 \| 455 \| 0.63 \| 1925–1940 \| Liverpool (233) \| Aston Villa (4), Leeds United (51) \| \| 5 \| Alan Shearer \| 260 \| 441 \| 0.59 \| 1987–2006[26] \| Blackburn Rovers (112) \| Newcastle United (148) \| \| 6 \| Charlie Buchan \| 258 \| 481 \| 0.54 \| 1912–1928 \| Sunderland (209) \| Arsenal (49) \| \| 7 \| David Jack \| 257 \| 476 \| 0.54 \| 1920–1934 \| Bolton Wanderers (144) \| Arsenal (113) \| \| 8 \| Nat Lofthouse \| 255 \| 452 \| 0.56 \| 1946–1960 \| Bolton Wanderers (255) \| \| \| 9 \| Joe Bradford \| 248 \| 410 \| 0.6 \| 1921–1935 \| Birmingham City (248) \| \| \| 10 \| Hughie Gallacher \| 246 \| 355 \| 0.69 \| 1925–1938 \| Newcastle United (133) \| Chelsea (72), Derby County (38), Grimsby Town (3) \| \| 11 \| Joe Smith \| 243 \| 416 \| 0.58 \| 1908–1927 \| Bolton Wanderers (243) \| \| Estadísticas actualizadas hasta el último partido jugado el 6 de diciembre de 2020. |                  |     |       |       |           |                        |                                                   |
| Pos. | Jugador          | G.  | Part. | Prom. | Período   | (Equipo debut)         | Otros clubes                                      |
| 1 | Jimmy Greaves    | 357 | 516   | 0.69  | 1957–1972 | Chelsea (124)          | Tottenham Hotspur (220), West Ham United (13)     |
| 2 | Steve Bloomer    | 314 | 536   | 0.59  | 1892–1914 | Derby County (255)     | Middlesbrough (59)                                |
| 3 | Dixie Dean       | 310 | 362   | 0.86  | 1924–1938 | Everton (310)          |                                                   |
| 4 | Gordon Hodgson   | 288 | 455   | 0.63  | 1925–1940 | Liverpool (233)        | Aston Villa (4), Leeds United (51)                |
| 5 | Alan Shearer     | 260 | 441   | 0.59  | 1987–2006 | Blackburn Rovers (112) | Newcastle United (148)                            |
| 6 | Charlie Buchan   | 258 | 481   | 0.54  | 1912–1928 | Sunderland (209)       | Arsenal (49)                                      |
| 7 | David Jack       | 257 | 476   | 0.54  | 1920–1934 | Bolton Wanderers (144) | Arsenal (113)                                     |
| 8 | Nat Lofthouse    | 255 | 452   | 0.56  | 1946–1960 | Bolton Wanderers (255) |                                                   |
| 9 | Joe Bradford     | 248 | 410   | 0.6   | 1921–1935 | Birmingham City (248)  |                                                   |
| 10 | Hughie Gallacher | 246 | 355   | 0.69  | 1925–1938 | Newcastle United (133) | Chelsea (72), Derby County (38), Grimsby Town (3) |
| 11 | Joe Smith        | 243 | 416   | 0.58  | 1908–1927 | Bolton Wanderers (243) |                                                   |

### Dobletes, tripletes y cuádruples de títulos
En el contexto del fútbol inglés, el doblete implica el ganar la liga (en la actualidad la Premier League y previamente la Football League) y la FA Cup en la misma temporada. El primer doblete fue obtenido por el Preston North End en 1889, y el más reciente Chelsea en 2010.
El triplete se refiere a ganar la Liga de Campeones de la UEFA (anteriormente la Copa de Europa) en la misma temporada en que ganen un doblete, siendo estos tres trofeos los más prestigiosos que pueden ganar los clubes ingleses. Dos equipos  ingleses han logrado el triplete, Manchester United en 1999 y El Manchester City en el año 2023. El triplete también puede referirse a un triplete doméstico, donde el equipo gane la League Cup en la misma temporada en que gana el doblete, siendo Manchester City en la temporada 2018-19 el primer y único equipo en conseguir esta mención. Liverpool ha ganado dos versiones diferentes del triplete: en 1984 ganando la Liga, la Copa de la Liga y la Copa de Europa, y en 2001 ganando la Copa de la Liga, la FA Cup y la Copa de la UEFA.
El cuádruple se refiere a ganar el título de liga, la Liga de Campeones de la UEFA (anteriormente la Copa de Europa) y las dos competencias de copa domésticas la FA Cup y la Copa de la liga. Esto no ha sido alcanzado por ningún club de Inglaterra.
| Temporada | Campeón           | Trofeos                                                                             | Notas |
| --------- | ----------------- | ----------------------------------------------------------------------------------- | --- |
| 1888-89   | Preston North End | Football League, FA Cup                                                             | Terminó la temporada invicto (22 partidos).                                                                                   |
| 1896-97   | Aston Villa       | Football League, FA Cup                                                             | |
| 1960-61   | Tottenham Hotspur | Football League, FA Cup                                                             | Primer equipo en completar un doblete en el siglo XX.                                                                         |
| 1969-70   | Manchester City   | Football League Cup, Recopa de Europa                                               | Primer equipo en completar un doblete europeo-doméstico.                                                                      |
| 1970-71   | Arsenal           | Football League, FA Cup                                                             | |
| 1981-82   | Liverpool         | Football League, Copa de la liga                                                    | |
| 1982-83   | Liverpool         | Football League, Copa de la liga                                                    | |
| 1983-84   | Liverpool         | Football League, Copa de la liga, Liga de Campeones de la UEFA                      | |
| 1985-86   | Liverpool         | Football League, FA Cup                                                             | Falló en tener dobletes en 1977 y 1988, siendo finalista de la FA Cup.                                                        |
| 1993-94   | Manchester United | FA Premier League, FA Cup                                                           | Falló en obtener su primer triplete doméstico, siendo segundo lugar de la League Cup.                                         |
| 1995-96   | Manchester United | FA Premier League, FA Cup                                                           | Primer equipo en lograr dos dobletes.                                                                                         |
| 1997-98   | Arsenal           | FA Premier League, FA Cup                                                           | |
| 1998-99   | Manchester United | FA Premier League, Liga de Campeones de la UEFA y FA Cup                            | Primer triplete de la liga, FA Cup y Liga de Campeones de la UEFA. Primer equipo en ganar el doblete tres veces.              |
| 2000-01   | Liverpool         | Football League Cup, FA Cup, Community Shield, Copa de la UEFA, Supercopa de Europa | Primer equipo inglés en ganar 5 títulos en un año calendario.                                                                 |
| 2001-02   | Arsenal           | FA Premier League, FA Cup                                                           | |
| 2004-05   | Chelsea           | Premier League, Copa de la liga                                                     | |
| 2007-08   | Manchester United | Premier League, Liga de Campeones de la UEFA                                        | |
| 2008-09   | Manchester United | Premier League, Copa de la liga                                                     | |
| 2009-10   | Chelsea           | Premier League, FA Cup                                                              | |
| 2011-12   | Chelsea           | FA Cup, Liga de Campeones de la UEFA                                                | |
| 2013-14   | Manchester City   | Premier League, Copa de la liga                                                     | |
| 2014-15   | Chelsea           | Premier League, Copa de la liga                                                     | |
| 2017-18   | Manchester City   | Premier League, Copa de la liga                                                     | |
| 2018-19   | Manchester City   | Premier League, Copa de la liga, FA Cup, Community Shield                           | Primer equipo inglés en lograr todos los títulos nacionales: Premier League, FA Cup, EFL y Community Shield en una temporada. |
| 2022-23   | Manchester City   | Premier League, FA Cup, Liga de Campeones de la UEFA                                | |

### Clasificación histórica
| Pos |  | Club              | PJ   | PG   | PE   | PP   | GF   | GC   | Dif.  | Puntos | Títulos | Temporadas | Div. actual    |
| --- |  | ----------------- | ---- | ---- | ---- | ---- | ---- | ---- | ----- | ------ | ------- | ---------- | -------------- |
| 1°  |  | Liverpool         | 4362 | 2084 | 1080 | 1198 | 7362 | 5232 | +2130 | 7332   | 20      | 110        | Premier League |
| 2°  |  | Arsenal           | 4362 | 2014 | 1106 | 1242 | 7285 | 5431 | +1854 | 7148   | 13      | 108        | Premier League |
| 3°  |  | Everton           | 4746 | 1910 | 1195 | 1641 | 7277 | 6578 | +699  | 6917   | 9       | 122        | Premier League |
| 4°  |  | Manchester United | 4006 | 1917 | 982  | 1107 | 6867 | 5096 | +1771 | 6733   | 20      | 100        | Premier League |
| 5°  |  | Aston Villa       | 4298 | 1738 | 1013 | 1547 | 6941 | 6402 | +539  | 6227   | 7       | 111        | Premier League |
| 6°  |  | Manchester City   | 3848 | 1611 | 907  | 1330 | 6237 | 5421 | +816  | 5740   | 10      | 96         | Premier League |
| 7°  |  | Chelsea           | 3626 | 1495 | 932  | 1199 | 5591 | 5032 | +559  | 5417   | 6       | 90         | Premier League |
| 8°  |  | Tottenham Hotspur | 3622 | 1515 | 861  | 1246 | 5765 | 5068 | +697  | 5406   | 2       | 90         | Premier League |
| 9°  |  | Newcastle United  | 3692 | 1430 | 896  | 1366 | 5553 | 5333 | +220  | 5186   | 4       | 93         | Premier League |
| 10° |  | Sunderland        | 3340 | 1260 | 780  | 1300 | 5143 | 5121 | +22   | 4560   | 6       | 86         | Premier League |

### Entrenadores campeones

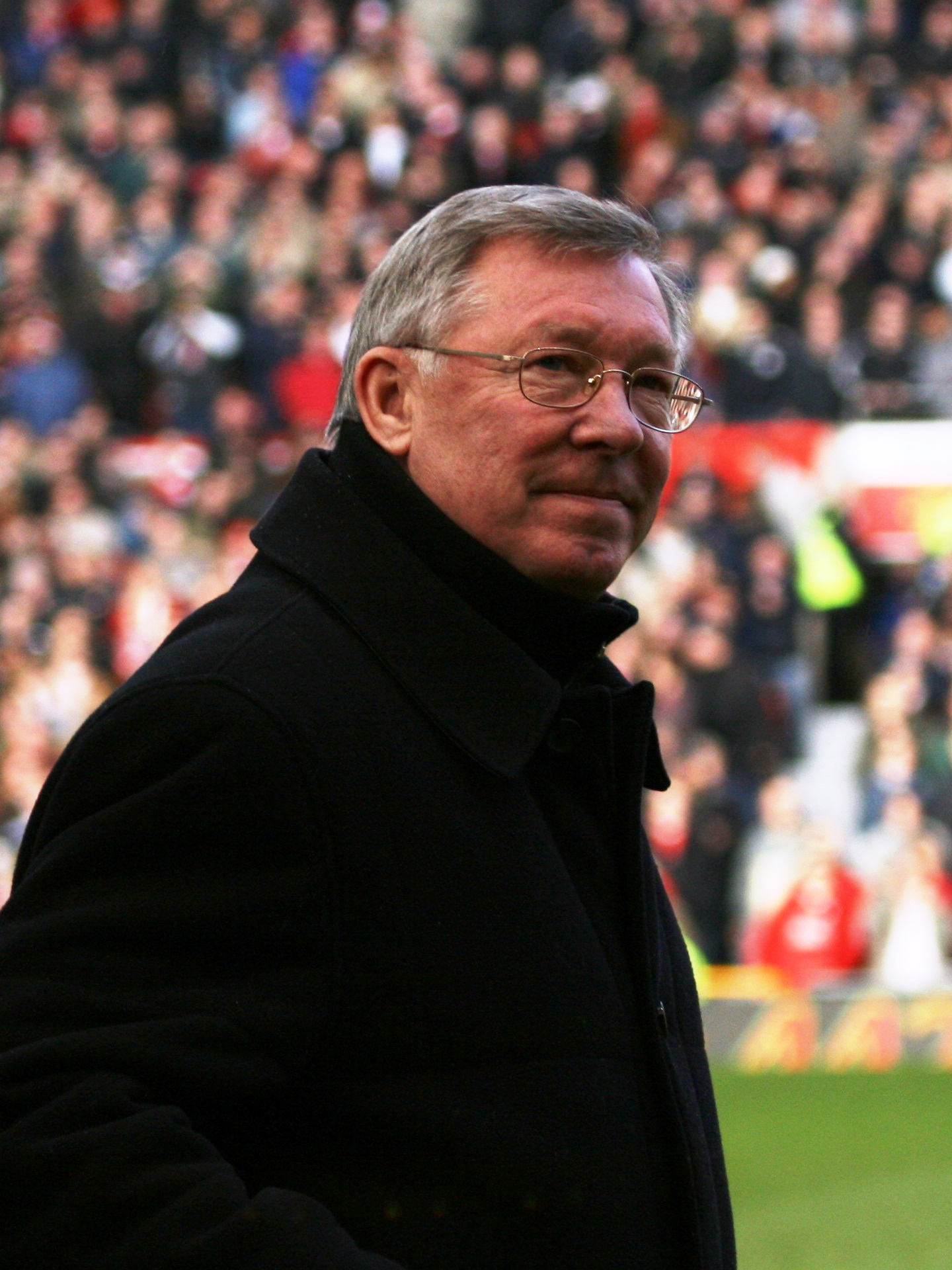
Sir Alex Ferguson es el entrenador más exitoso en la historia de la Liga Inglesa, con 13 títulos logrados.

- Lista de técnicos con al menos 3 títulos en primera división de Inglaterra.

| Entrenador      | Títulos | Clubes                      | Años campeón                                                                 |
| --------------- | ------- | --------------------------- | ---------------------------------------------------------------------------- |
| Alex Ferguson   | 13      | Manchester United           | 1993, 1994, 1996, 1997, 1999, 2000, 2001, 2003, 2007, 2008, 2009, 2011, 2013 |
| George Ramsay   | 6       | Aston Villa                 | 1894, 1896, 1897, 1899, 1900, 1910                                           |
| Bob Paisley     | 6       | Liverpool                   | 1976, 1977, 1979, 1980, 1982, 1983                                           |
| Pep Guardiola   | 6       | Machester City              | 2018, 2019, 2021, 2022, 2023, 2024                                           |
| Tom Watson      | 5       | Sunderland, Liverpool       | 1892, 1893, 1895, 1901, 1906                                                 |
| Matt Busby      | 5       | Manchester United           | 1952, 1956, 1957, 1965, 1967                                                 |
| Herbert Chapman | 4       | Huddersfield Town, Arsenal  | 1924, 1925, 1931, 1933                                                       |
| Frank Watt      | 4       | Newcastle United            | 1905, 1907, 1909, 1927                                                       |
| Kenny Dalglish  | 4       | Liverpool, Blackburn Rovers | 1986, 1988, 1990, 1995                                                       |
| Stan Cullis     | 3       | Wolverhampton Wanderers     | 1954, 1958, 1959                                                             |
| Bill Shankly    | 3       | Liverpool                   | 1964, 1966, 1973                                                             |
| Arsène Wenger   | 3       | Arsenal                     | 1998, 2002, 2004                                                             |
| José Mourinho   | 3       | Chelsea                     | 2005, 2006, 2015                                                             |